# Lý thuyết quân sự
Lý thuyết quân sự hay Lý luận quân sự là phân tích hành vi và các xu hướng chuẩn mực trong các vấn đề quân sự và lịch sử quân sự, lý thuyết quân sự từ ảnh hưởng của Clausewitz trong thế kỷ XIX, cố gắng định nghĩa lý thuyết quân sự là các mối quan hệ văn hóa, chính trị và kinh tế phức tạp giữa các xã hội và các cuộc xung đột mà chúng tạo ra. Tôn Tử được nhiều học giả công nhận là một trong những nhà lý luận quân sự sớm nhất. Ngày nay, Binh pháp Tôn Tử của ông đã đặt nền móng cho việc lập kế hoạch quân sự, chiến thuật quân sự, chiến lược quân sự và hậu cần quân sự.